# Francisco José Tigerino Dávila

Wappen von Francisco José Tigerino Dávila

Francisco José Tigerino Dávila (* 18. Oktober 1963 in Chinandega) ist ein nicaraguanischer römisch-katholischer Geistlicher und Bischof von Bluefields.

## Leben
Francisco José Tigerino Dávila studierte von 1991 bis 1993 an der Rockhurst University in Kansas City und erwarb einen Bachelor in Erziehungswissenschaft. Anschließend studierte er Philosophie und Theologie am interdiözesanen Priesterseminar in Managua und empfing am 5. Januar 2002 das Sakrament der Priesterweihe für das Bistum León en Nicaragua.
Neben verschiedenen Aufgaben in der Pfarrseelsorge und als Wallfahrtsseelsorger war er von 2006 bis 2008 Sekretär des Priesterrates, dem er seit 2005 angehörte. Von 2009 bis 2012 war er Spiritual des interdiözesanen Priesterseminars in Managua, dessen Regens er 2018 wurde. Seit 2014 war er für die Fortbildung der Geistlichen des Bistums León en Nicaragua verantwortlich.
Am 12. November 2020 ernannte ihn Papst Franziskus zum Bischof von Bluefields. Die Bischofsweihe spendete ihm der Erzbischof von Managua, Leopoldo José Kardinal Brenes Solórzano, am 23. Januar des folgenden Jahres. Mitkonsekratoren waren der Bischof von León en Nicaragua, René Sócrates Sándigo Jiron, und sein Amtsvorgänger Pablo Ervin Schmitz Simon OFMCap.